# Grant Thornton
Grant Thornton International Ltd – organizacja zrzeszająca niezależne firmy świadczące usługi audytorskie i doradcze. Działa w 120 państwach, zatrudniając ponad 35 000 pracowników. Przychody globalne Grant Thornton International w 2012 roku wyniosły 4,2  mld dolarów.

## Historia
W 1924, 26-letni Alexander Richardson Grant założył w Chicago firmę Alexander Grant & Co. Po jego śmierci w 1938 roku, firma nadal kontynuowała swój rozwój. Lata 50. i 60. XX wieku były czasem gwałtownego wzrostu i centralizacji firmy. W 1969 roku z inicjatywy Wallace E. Olson’a doszło do połączenia Alexander Grant & Co. z firmami z Australii, Kanady i Wielkiej Brytanii, tworząc firmę Alexander Grant Tansley Witt. Do roku 1980, w wyniku połączenia 49 kolejnych firm audytorskich, w tym Thornton Baker powstała globalna organizacja – Grant Thornton International z siedzibą w Londynie.

## Grant Thornton w Polsce
Początki działalności w Polsce związane były z założeniem w 1993 roku firmy W. Frąckowiak i Partnerzy – Wielkopolska Grupa Audytingowa. Od 2008 roku jest ona firmą członkowską Grant Thornton International.
Obecnie Grant Thornton to jedna z czołowych firm audytorsko-doradczych w Polsce. Firmę tworzy ponad 300-osobowy zespół pracowników. Biura zlokalizowane są w sześciu polskich miastach, a siedziba główna znajduje się w Poznaniu. Od 2012 roku Grant Thornton jest organizatorem Forum Przedsiębiorców. Jest to miejsce dyskusji i spotkań właścicieli polskich przedsiębiorstw prywatnych. Podczas Forum Przedsiębiorców przyznawana jest nagroda „Dynamiczny Przedsiębiorca”.

## Grant Thornton International Business Report
Grant Thornton International Business Report, to coroczne międzynarodowe badanie opinii i oczekiwań kadry zarządzającej średnich i dużych przedsiębiorstw niepublicznych. Badanie obejmuje ponad 7400 firm z 36 krajów. Pierwszy raport ukazał się w 1992 roku.

## Usługi
Zakres usług świadczony przez Grant Thornton obejmuje:
- Audyt
- Doradztwo podatkowe
- Doradztwo w transakcjach kapitałowych
- Konsulting
- Outsourcing rachunkowości i płac
- Doradztwo prawne
- Szkolenia.